# Militair museum (Helsinki)
Het Militair museum (Fins: Sotamuseo/ Zweeds: Krigsmuseet) is een oorlogsmuseum in de Finse hoofdstad Helsinki. Het museum werd in 1929 opgericht en bezit meer dan 200.000 objecten in hun collectie. Het merendeel is niet te zien voor het publiek maar wordt behouden voor onderzoeksredenen. In 2016 sloot de hoofdlocatie van het museum. Het museum beheert ook de Militaire manege en de museumonderzeeër Vessiko op het forteiland Suomenlinna.
Manege van het militair museum · Vesikko